# Enmanuel Mongalo y Rubio
Enmanuel Jeremías Mongalo y Rubio (Rivas, 21 de junio de 1834 - Granada, 1 de febrero de 1872) fue un maestro nicaragüense recordado por su gesta heroica en la primera batalla de Rivas el 29 de junio de 1855 contra los democráticos de Francisco Castellón Sanabria y los filibusteros de William Walker durante la Guerra Civil  que enfrentó a los bandos legitimista y democráticos antes de la llamada Guerra Nacional de Nicaragua. Es héroe nacional de Nicaragua y en honor a su gesto  patriótico el 29 de junio ha sido declarado como el "Día del Maestro Nicaragüense".

## Reseña biográfica
Sus padres fueron Bruno Mongalo y Francisca Rubio. Pasó su infancia en Rivas, su ciudad natal, para luego embarcarse a Estados Unidos para proseguir sus estudios. Tras su regreso a Nicaragua, estudió magisterio, para posteriormente dedicarse al estudio y la enseñanza, y a escribir textos de Geografía e Historia de Nicaragua.
Tuvo un papel preponderante en la primera batalla de Rivas el 29 de junio de 1855 contra los filibusteros de William Walker, cuando ofreciéndose como voluntario corrió con una tea encendida hacia la casona de don Máximo Espinosa, donde estaban resguardados los filibusteros. Después de la derrota filibustera, a causa del incendio que provocó con su acción heroica, rehusó recibir la recompensa monetaria que el jefe legitimista había ofrecido.
Máximo Espinosa ejercía como Prefecto y Subdelegado de Hacienda del departamento Meridional según Cartel publicado en Rivas con fecha del 15 de diciembre de 1855.
Murió el 1 de febrero de 1872 —a los 38 años de edad— en la ciudad de Granada y sus restos reposaron durante muchos años en la Iglesia La Merced del barrio Xalteva, habiendo sido exhumados y trasladados simbólicamente a la ciudad de Rivas el 29 de junio de 1970, porque la tumba contenía únicamente sus cenizas las cuales fueron colocadas al pie de un monumento erigido en su memoria, en la calle "Mongalo" de su ciudad natal.

## Día del maestro nicaragüense
El 22 de julio de 1977, la Cámara del Senado de Nicaragua, declaró:

"Día del Maestro Nicaragüense" el 29 de junio de cada año  para conmemorar la gesta patriótica del maestro y héroe nacional Emanuel Mongalo y Rubio.

## Héroe nacional
El Maestro y Subteniente Cívico Enmanuel Jeremías Mongalo y Rubio, es declarado Héroe Nacional de Nicaragua, por la Junta de Gobierno de Reconstrucción Nacional, mediante el Decreto 1123 publicado en La Gaceta, Diario oficial n.º 251 del 27 de octubre de 1982.

## Cultura popular
La efigie de Mongalo apareció el reverso de los billetes de 20 córdobas, series A y B de 1990 y 1995 respectivamente, junto con la escena de la quema de la casa de Máximo Espinosa (llamada erróneamente la quema del mesón), mientras que en el anverso estaba la efigie del general Augusto C. Sandino.